# Indosema
Indosema is een geslacht van vliesvleugeligen uit de familie Eucharitidae. De wetenschappelijke naam van dit geslacht is voor het eerst geldig gepubliceerd in 1983 door Husain & Agarwal.

## Soorten
Het geslacht Indosema is monotypisch en omvat slechts de volgende soort:
- Indosema indica Husain & Agarwal, 1983